# Brandon Curry

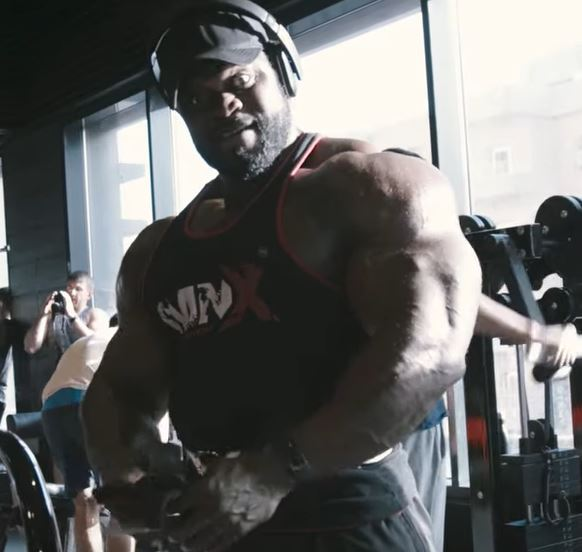
Brandon Curry

Brandon Curry (Nashville, 19 oktober 1982) is een Amerikaans professioneel bodybuilder die deelneemt aan de open bodybuilding-divisie voor heren in de IFBB pro league. In 2019 werd hij Mr. Olympia bodybuilding-kampioen.
Curry werd geboren en groeide op in Nashville, Tennessee. Hij raakte al op jonge leeftijd geïnteresseerd in krachttraining toen hij op zijn zesde verjaardag een paar Hulk Hogan-dumbbells kreeg. Curry zou later in een interview zeggen dat hij als kind geïnspireerd werd door superhelden G.I. Joe en de Rocky en Rambo films.
Zijn ouders stuurden hem naar gymanastiekles, maar hij verloor al snel interesse in die sport.  Tijdens zijn high-school op het Hunters Lane Comprehensive High School in Nashville beoefende Curry worstelen, atletiek en football.
Curry studeerde aan de Middle Tennessee State University in Murfreesboro, waar hij zijn masters haalde in bewegingswetenschappen. Hij speelde eerst in het football-team van de universiteit, maar later ging hij zich volledig richten op bodybuilding. Naast zijn werk als professioneel bodybuilder is hij ook personal trainer.  Curry woont afwisselend in Nashville en in Oceanside, Californië.
Curry is getrouwd met Brandy Leaver. Samen hebben ze een dochter en drie zoons.

## Resultaten
- 2003 Supernatural Bodybuilding, 1e
- 2006 NPC Junior National Championships, 2e
- 2007 NPC USA Championships, 2e
- 2008 NPC USA Championships, 1e
- 2010 Europa Super Show, 8e
- 2010 Pro Bodybuilding Weekly Championship, 6e
- 2011 IFBB Mr.Olympia, 8e
- 2012 IFBB Arnold Classic, 7e
- 2013 IFBB Arnold Classic Brasil, 1e
- 2015 IFBB Arnold Classic, 16e
- 2017 IFBB New Zealand Pro, 1e
- 2017 IFBB Arnold Classic Aus, 1e
- 2017 IFBB Mr. Olympia, 8e
- 2017 IFBB Ferrigno Legacy, 1e
- 2018 IFBB Mr. Olympia, 5e
- 2019 IFBB Arnold Classic, 1e
- 2019 IFBB Mr. Olympia, 1e
- 2020 IFBB Mr. Olympia, 2e